# Warsaw Open 1999
Il Warsaw Open 1999 è stato un torneo di tennis che si è giocato sulla terra rossa. 
Il torneo faceva parte del circuito Tier IVb nell'ambito del WTA Tour 1999. 
Si è giocato a Varsavia in Polonia, dal 3 al 9 maggio 1999.

## Campionesse

### Singolare
Cristina Torrens ha battuto in finale  Inés Gorrochategui con il punteggio di 7–5, 7–6(3)

### Doppio
Cătălina Cristea /  Irina Seljutina hanno battuto in finale  Amélie Cocheteux /  Janette Husárová con il punteggio di 6–1, 6–2